# Labichea
Labichea Gaudich. ex DC. è un genere di piante appartenenti alla famiglia  delle Fabacee (o Leguminose), comprendente arbusti e suffrutici endemici dell'Australia.

## Distribuzione e habitat
Il genere è diffuso nella parte settentrionale dell'Australia (Australia occidentale, Territorio del Nord, Queensland).
L'habitat tipico di queste specie è la savana.

## Tassonomia
Il genere comprende le seguenti specie:
- Labichea brassii C.T.White & W.D.Francis
- Labichea buettneriana F.Muell.
- Labichea cassioides DC.
- Labichea deserticola J.H.Ross
- Labichea digitata Benth.
- Labichea eremaea C.A.Gardner
- Labichea lanceolata Benth.
- Labichea mulliganensis A.R.Bean
- Labichea nitida Benth.
- Labichea obtrullata J.H.Ross
- Labichea punctata Lindl.
- Labichea rossii N.Gibson
- Labichea rupestris Benth.
- Labichea saxicola J.H.Ross
- Labichea stellata J.H.Ross
- Labichea teretifolia C.A.Gardner